# گمینا ریوو
گمینا ریوو (به لهستانی:  Gmina Ryjewo) یک گمینا در لهستان است که در شهرستان کفیدزن واقع شده‌است. گمینا ریوو ۱۰۳٫۲۸ کیلومتر مربع مساحت و ۵٬۷۰۸ نفر جمعیت دارد.